# Cesta I. triedy 21
Die Cesta I. triedy 21 (slowakisch für ‚Straße 1. Ordnung 21‘), kurz I/21, ist eine Straße 1. Ordnung in der Slowakei mit Beginn bei Lipníky und Ende bei Vyšný Komárnik. Sie durchquert den Nordosten des Landes und verläuft generell Richtung Nordosten. Sie verbindet die Ostslowakei mit Ostpolen durch den Duklapass und ist weitgehend Teil der Europastraße 371.
In der Zukunft soll sie durch die Schnellstraße R4 ersetzt werden; bisher ist nur die Ortsumgehung Svidník verwirklicht.
Bis zum 31. Juli 2015 trug die Straße die Nummer I/73, die alternativ bis zum 30. Juni 2016 verwendet werden konnte.

## Verlauf
Die Straße beginnt bei Lipníky als Abzweig der Straße 1. Ordnung 18 von Prešov und verläuft durch die Ondavská vrchovina, einen Teil der Niederen Beskiden. In Giraltovce überquert sie den Fluss Topľa und steigt bei Šarišský Štiavnik in einigen Haarnadelkurven hinauf. Etwa 10 km vor Svidník überquert sie die Ondava und erreicht dann die Stadt selbst. 20 km nach Svidník endet sie am Duklapass an der Staatsgrenze Slowakei-Polen bei Vyšný Komárnik und geht in die polnische Droga krajowa 19 (DK19, bis 2014 Droga krajowa 9) über.